# Estadio Olímpico de la Universidad Central de Venezuela
Das Estadio Olímpico de la Universidad Central de Venezuela ist ein Fußballstadion in der venezolanischen Hauptstadt Caracas. Hier trägt die Venezolanische Fußballnationalmannschaft ihre Heimspiele aus. Das Stadion wurde im Jahr 1951 erbaut, für die Austragung der Copa América 2007 umfassend renoviert und hat eine Kapazität von 23.940 Plätzen. 2009 gab Aerosmith im Estadio Olímpico das allererste Konzert im Stadion.